# Licenciado Matienzo
Licenciado Matienzo es una localidad del partido de Lobería, al sur de la provincia de Buenos Aires, Argentina. Frente a la RP 30, a 41 km al noroeste de Lobería.

## Población
Cuenta con 76 habitantes (Indec, 2010), lo que representa un descenso del 12,6% frente a los 97 habitantes (Indec, 2001) del censo anterior.
El poblado se destaca por tener el mayor consumo de yerba mate per cápita en el mundo.[cita requerida]
| Gráfica de evolución demográfica de Licenciado Matienzo entre 1991 y 2010 |
|                                                                           |
| Fuente: Censos nacionales del INDEC                                       |

## Toponimia
El nombre de esta localidad recuerda al abogado Matienzo, funcionario judicial en el último período de dominación española en América.

## Historia
Esta localidad comenzó como una estación ferroviaria, estación Licenciado Matienzo, habilitada en el año 1929 y 10 años después se formó en el lugar un pequeño pueblo de no más de 760 habitantes; él mismo contaba con un destacamento policial, correo, telégrafo y teléfono. El agro y la ganadería eran la principal fuente económica del lugar. El pueblo se abastecía con los almacenes de ramos generales. 